# Orto botanico di Palermo
L'Orto botanico di Palermo è una istituzione museale e didattico-scientifica del Centro Servizi del Sistema Museale dell'Università di Palermo, che vi ha sede. Adiacente a Villa Giulia, vi si accede da via Lincoln, al confine del quartiere Kalsa di Palermo, e accoglie oltre 12.000 specie differenti di piante.

## Storia

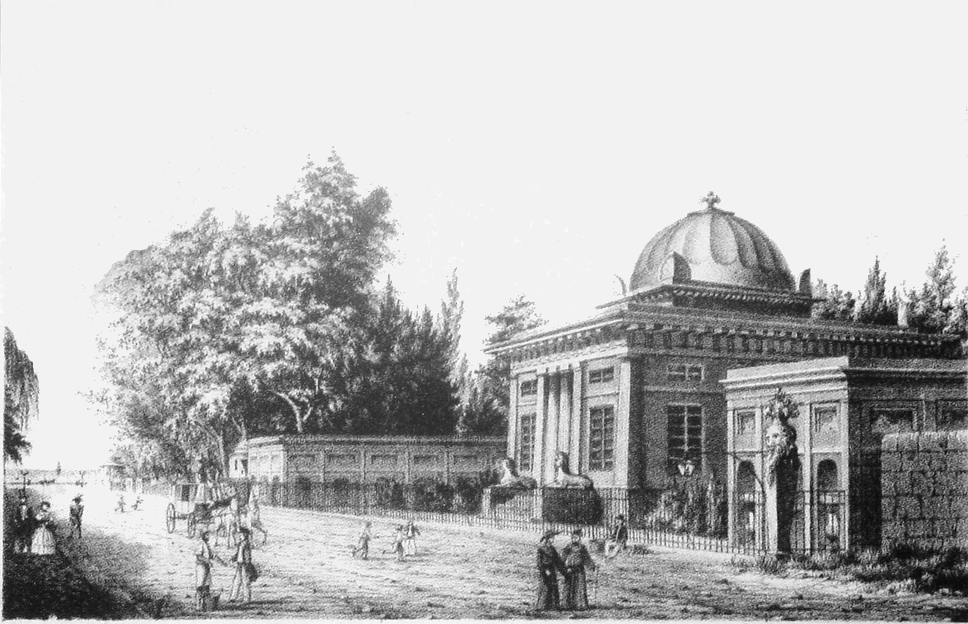
L'ingresso dell'Orto botanico nel XIX secolo, incisione

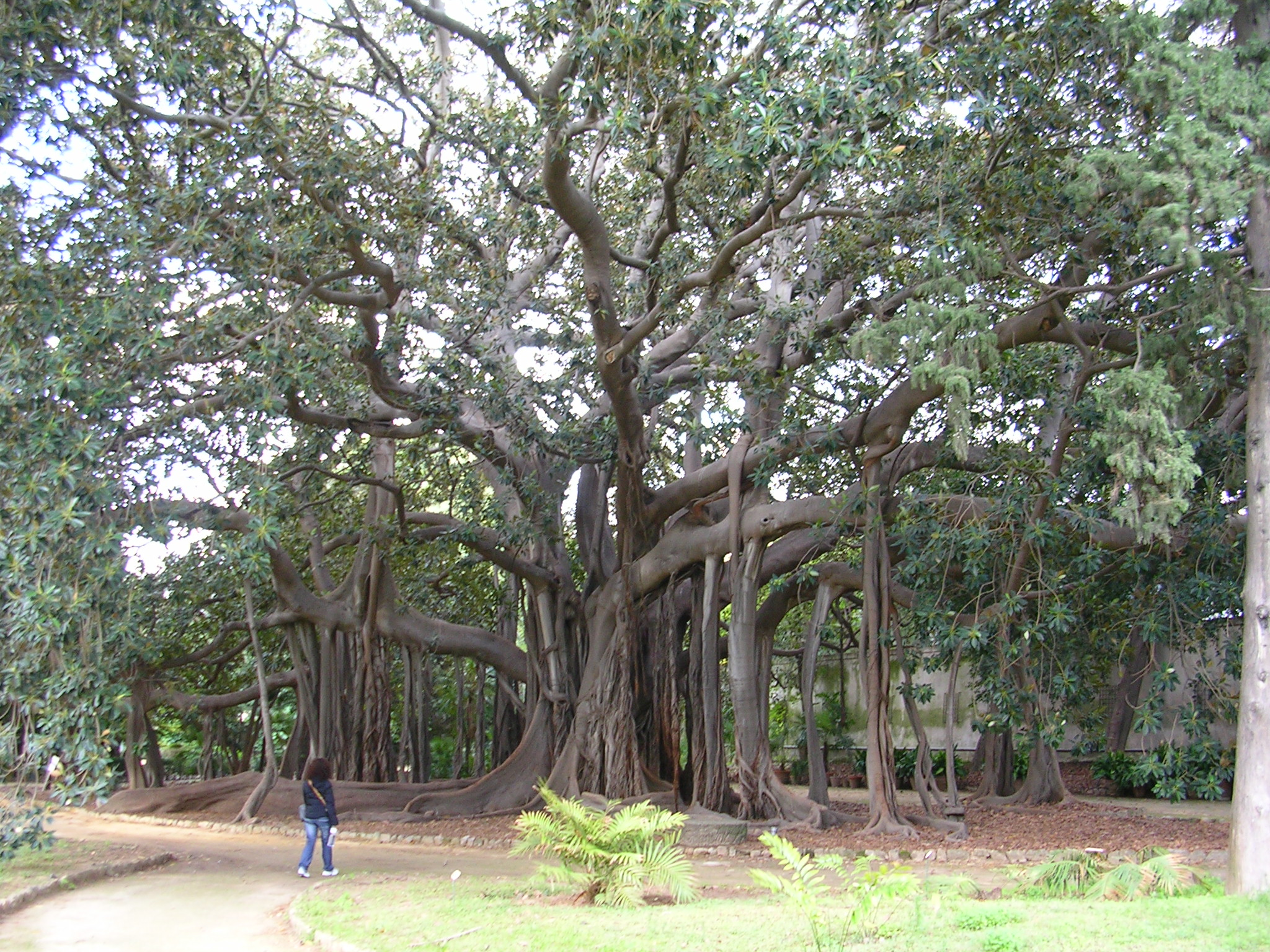
Il grande Ficus macrophylla del 1845, simbolo dell'Orto

La sua origine risale al 1779, anno in cui l'Accademia dei Regi Studi, istituendo la cattedra di Botanica e Materia medica, le assegnò un modesto appezzamento di terreno per insediarvi un piccolo orto botanico da adibire alla coltivazione delle piante medicinali utili alla didattica e alla salute pubblica.
Questo primo orto ben presto si rivelò insufficiente alle necessità e nel 1786 si decise di trasferirlo in quella che è la sede attuale, presso il Piano di Sant'Erasmo, all'epoca tristemente famoso in quanto sede dei roghi dell'Inquisizione.
Nel 1787 Goethe in viaggio a Palermo visita l'orto botanico e ne fa una descrizione incantata, visti i suoi interessi naturalistici:
(Johann Wolfgang von Goethe, Viaggio in Italia)
Nel 1789 fu iniziata la costruzione del corpo principale degli edifici dell'Orto, costituiti da un edificio centrale, il Gymnasium, e da due corpi laterali, il Tepidarium e il Calidarium, progettati in stile neoclassico dall'architetto francese Léon Dufourny.
Vicino al Gymnasium si trova la porzione più antica dell'Orto, detta Sistema linneo, anch'essa progettata dall'architetto Léon Dufourny con uno schema rettangolare suddiviso in quattro parallelogrammi. Su indicazione del padre francescano Bernardino da Ucria, insigne botanico, in questa porzione del giardino le specie furono disposte secondo la tassonomia linneana, sistema di classificazione sviluppato da Carl von Linné ed esposto negli aspetti riguardanti la botanica nel 1753 in Species Plantarum.
Il nuovo Orto fu inaugurato nel 1795 e nel 1798 si arricchì dell'Acquarium, una grande vasca in cui prosperano numerose specie di piante acquatiche.
Nel 1823 fu completata la Serra Maria Carolina. Il grande Ficus magnolioide, che costituisce il simbolo del moderno Orto, fu importato nel 1845 dalle Isole Norfolk.
In seguito a successivi ampliamenti, nel 1892 fu raggiunta l'attuale estensione di 10 ettari circa.
Nel 1913 gli fu affiancato un Giardino coloniale poi soppresso. Dal 1985 l'Orto è in affidamento al Dipartimento di Scienze Botaniche dell'Università di Palermo.
Nel 1993, nel contesto di un progetto per la salvaguardia del patrimonio genetico della flora dell'area mediterranea è stata istituita la banca del germoplasma.

### Cronologia dei direttori dell'Orto
- 1795-1812 Giuseppe Tineo
- 1814-1856 Vincenzo Tineo
- 1856-1892 Agostino Todaro
- 1892-1921 Antonino Borzì
- 1921-1923 Domenico Lanza
- 1923-1928 Luigi Buscalioni
- 1928-1939 Luigi Montemartini
- 1939-1968 Francesco Bruno
- 1968-1971 Antonino De Leo
- 1971-1976 Vittorio Camarrone
- 1976-1990 Andrea Di Martino
- 1990-1996 Francesco Maria Raimondo
- 1996-1998 Andrea Di Martino
- 1999-2004 Salvatore Trapani
- 2005-2015 Francesco Maria Raimondo
- 2015-2017 Cristina Salmeri
- 2017- Rosario Schicchi

## Mappa
Mappa dell'Orto botanico di Palermo.

## Strutture e collezioni

### Sistema linneano

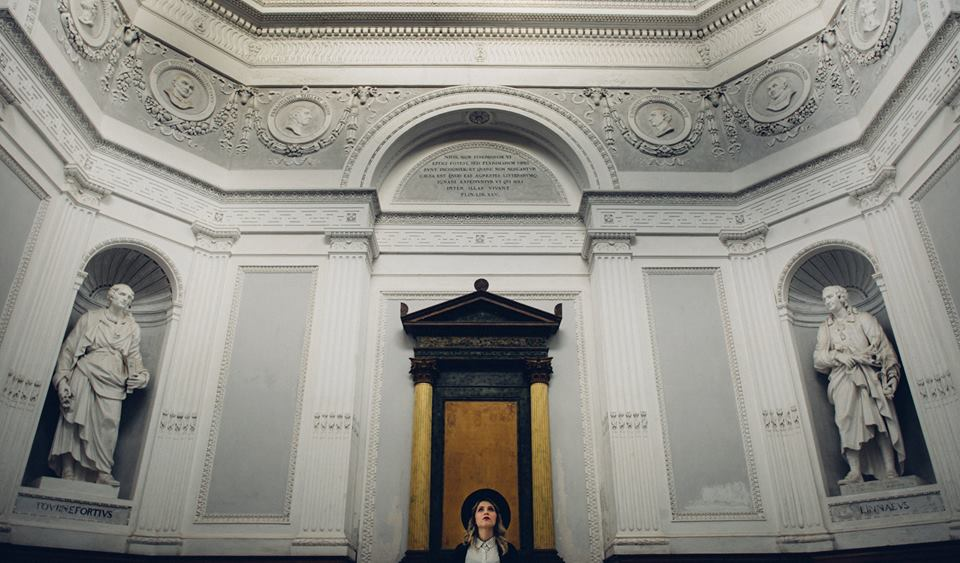
Gymnasium (1 sulla mappa), che in origine era la sede della Schola Regia Botanice, dell'Herbarium, della biblioteca e della dimora del direttore

È il settore più antico dell'Orto, in cui le piante erano originariamente disposte seguendo il sistema di classificazione esposta da Carl von Linné nel 1753 in Species Plantarum.
Realizzato a schema rettangolare nel 1789, il settore è suddiviso in quattro aree a parallelogramma, dette i Quartini (4 sulla mappa), a loro volta suddivisi in aiuole.
L'impianto originario dell'area si è modificato nel tempo per lo sviluppo assunto da alcuni grandi esemplari a danno di altre piante che, sopraffatte, sono gradualmente scomparse.
Al centro del Sistema di Linneo si trova la Crociera, il piccolo e suggestivo piazzale formato dall'incrocio del Viale centrale con il Viale delle palme.

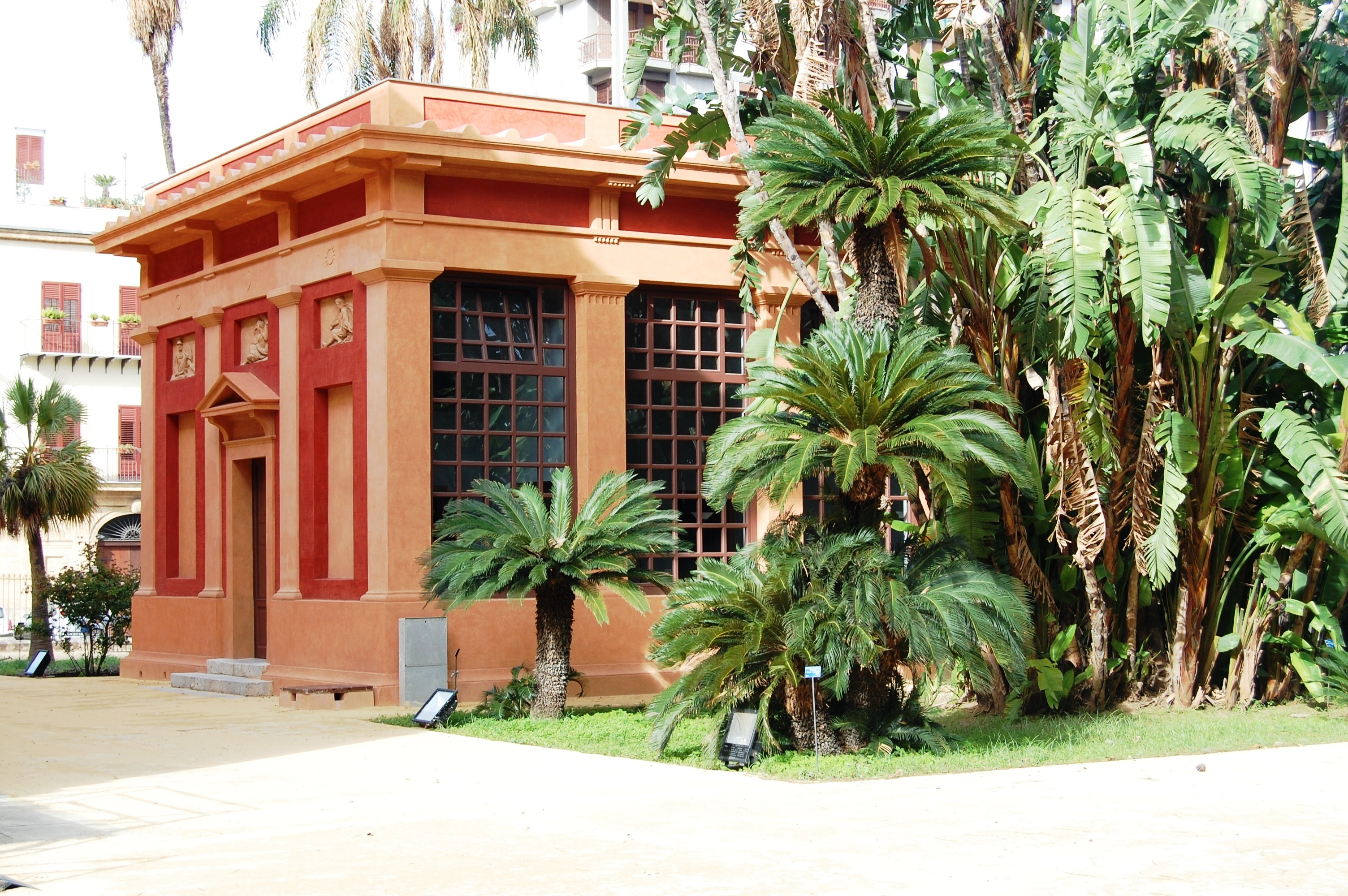
Il Tepidarium

### Gymnasium, Calidarium e Tepidarium
Di fronte al cancello di ingresso sta l'edificio centrale in stile neoclassico del Gymnasium (1 sulla mappa), che in origine era la sede della Schola Regia Botanice, dell'Herbarium, della Biblioteca e della dimora del direttore.
Affiancano il Gymnasium due edifici minori disposti simmetricamente. Essi sono ancora chiamati Calidarium (3 sulla mappa) e Tepidarium (2 sulla mappa) perché in origine ospitavano piante dei climi caldi e temperati rispettivamente.

### Aquarium e altre vasche
In fondo al viale centrale, si trova l'Aquarium, una grande vasca circolare suddivisa in 24 comparti, ottenuti ripartendo radialmente tre settori concentrici in 8 parti, che ospita numerose specie acquatiche.
A pochi metri dall'Aquarium si trova il laghetto, un'altra ampia vasca in cui le piante sono disposte in modo informale. Altre vasche minori si trovano nei quartini del sistema linneiano.

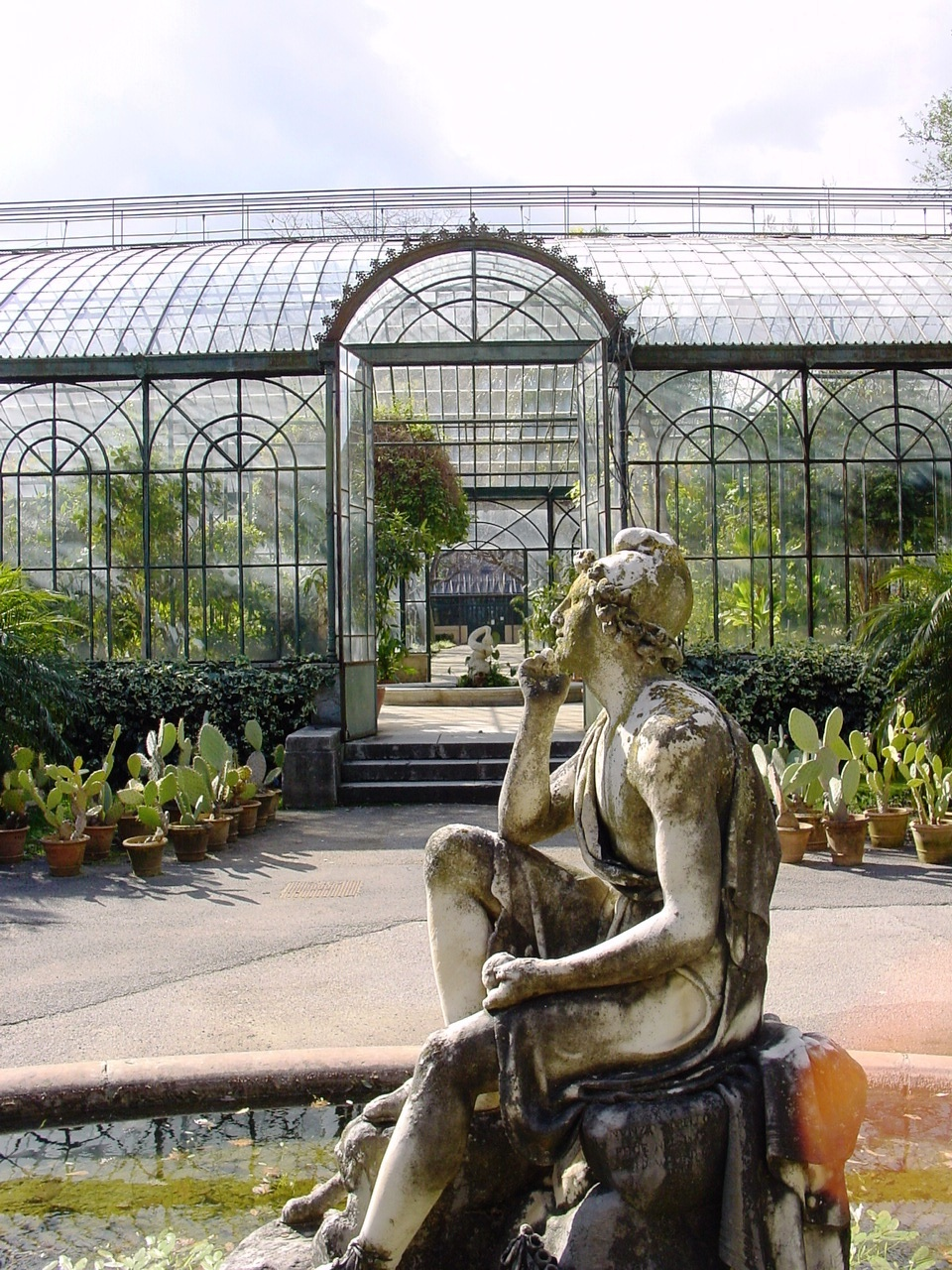
Fontana davanti all'ingresso del Giardino d'Inverno

### Serre

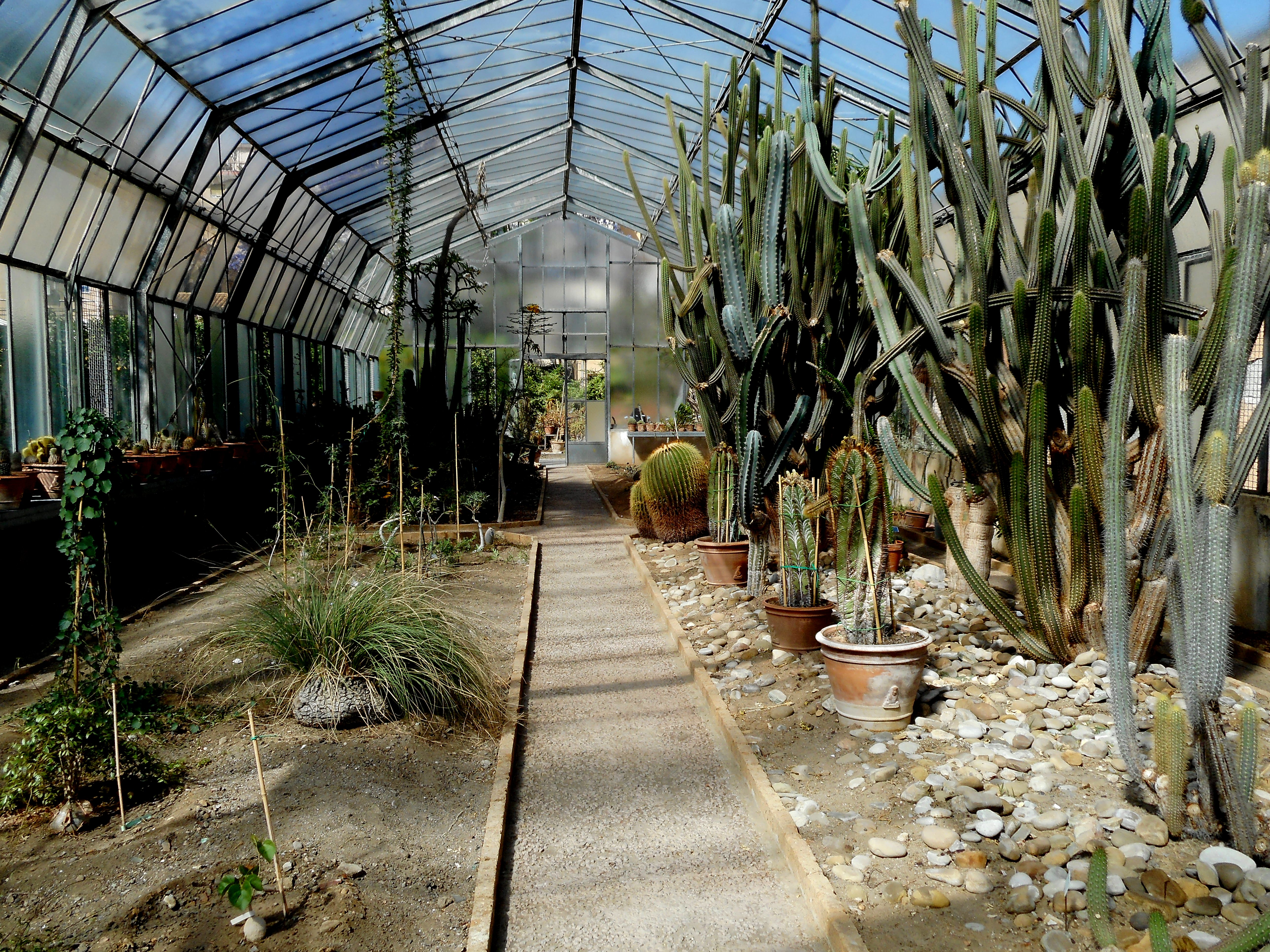
Serra delle succulente

L'Orto si è nel tempo arricchito di un complesso di serre che attualmente ricoprono circa 1300 m2. 
La più antica di esse è la Serra Maria Carolina (6 sulla mappa), dono della regina Maria Carolina d'Austria, nota anche come Giardino d'Inverno. In origine essa era in legno e riscaldata da stufe; successivamente, nella seconda metà dell'Ottocento, fu ricostruita in ghisa dall'architetto Carlo Giachery.
Altre serre:
- La Serra delle succulente, con piante di ambienti caldo-aridi (7 sulla mappa)
- La Serra sperimentale, che attualmente ospita banani e papaye (8 sulla mappa)
- La Serra della Regione, che ospita piante di ambienti caldo-umidi (9 sulla mappa)
- La Serra per il salvataggio delle succulente, annessa al Dipartimento di Scienze Botaniche (10)
- La Serra delle felci (11 sulla mappa)

### Ordinamenti bioecologici e geografici
In questo settore le piante sono disposte secondo criteri bioecologici e geografici. Vi trovano posto il Giardino a succulente (12 sulla mappa), costituito da numerose specie degli ambienti aridi africani, il Palmetum (13 sulla mappa), il Cycadetum (14 sulla mappa), e la collinetta mediterranea (15 sulla mappa) che ospita alcune specie significative della flora spontanea mediterranea, compresi diversi endemismi e alcune rarità.

### Settore sperimentale e delle piante utili
Nel settore sperimentale (16 sulla mappa), situato alle spalle del Giardino d'Inverno, si coltivano piante tropicali e subtropicali sottoposte a studi, conclusi o in corso, quali quelli del cotone, degli agrumi, della canna da zucchero, del sorgo. Il settore delle essenze utili (17 sulla mappa), che si estende sul versante sudoccidentale dell'Orto, comprende zone riservate alle piante officinali, tessili, da resina e gomma, da olio, da essenza e da corteccia.

### Settore di Engler
Noto anche come nuovo settore (18 sulla mappa), comprende la parte meridionale dell'Orto, nel quale le piante sono disposte secondo la classificazione di Engler. Le specie sono ripartite in tre settori, rispettivamente dedicati alle gimnosperme, alle angiosperme dicotiledoni e alle angiosperme monocotiledoni.

### Herbarium
Il moderno Herbarium mediterraneum, ospitato in alcuni edifici adiacenti all'Orto (19 sulla mappa), si estende su una superficie di circa 6000 m2.
Il corpo principale delle collezioni è costituito dall'Erbario Siculo e dall'Erbario Generale del Dipartimento di Scienze Botaniche, stimate rispettivamente intorno a 50.000 e 200.000 specimina; di queste ultime circa un quarto è di provenienza mediterranea.
Il materiale extrasiciliano è costituito da collezioni provenienti da Portogallo, Spagna, Francia, Corsica, Sardegna, Grecia, Creta, Cipro, Algeria e Egitto.
Comprende anche circa 2000 alghe, 1600 licheni, 4700 briofite e un migliaio di miceti.

### Banca del germoplasma
La banca del germoplasma, sorta nel 1993, si inserisce nel contesto di un progetto per la salvaguardia del patrimonio genetico della flora dell'area mediterranea.
Le funzioni specifiche della banca sono la conservazione ex situ a lungo e a breve termine dei semi delle specie endemiche, rare o minacciate. I semi delle piante, una volta raccolti e catalogati, sono opportunamente trattati e conservati in ampolle vitree, a disposizione delle istituzioni per scambi. I semi così conservati sono sottoposti a prove di germinazione e di vitalità periodiche.

## Specie accolte
L'Orto botanico di Palermo ospita oltre 12.000 specie differenti.
Sviluppatosi in una epoca di grandi esplorazioni, l'Orto palermitano si trovò, tra la seconda metà dell'Ottocento e i primi decenni del Novecento ad essere punto di riferimento dei grandi orti botanici del Nord Europa che, a causa del clima favorevole, trasferirono qui molte specie ancora sconosciute o non ben classificate della flora esotica tropicale. Estremamente importante fu sotto questo profilo il collegamento con l'Orto botanico di Berlino, sotto la direzione di Adolf Engler, e quello con le regioni d'origine di molte specie esotiche asiatiche, africane, australiane e sudamericane.
All'Orto botanico di Palermo si deve, per fare alcuni esempi, l'introduzione nell'area mediterranea del mandarino (Citrus deliciosa) e del nespolo del Giappone (Rhaphiolepis bibas).
Il primitivo impianto linneiano comprendeva 1580 specie differenti, 658 delle quali tuttora esistenti.
Tra esse merita un cenno particolare un grande esemplare di Ginkgo biloba.

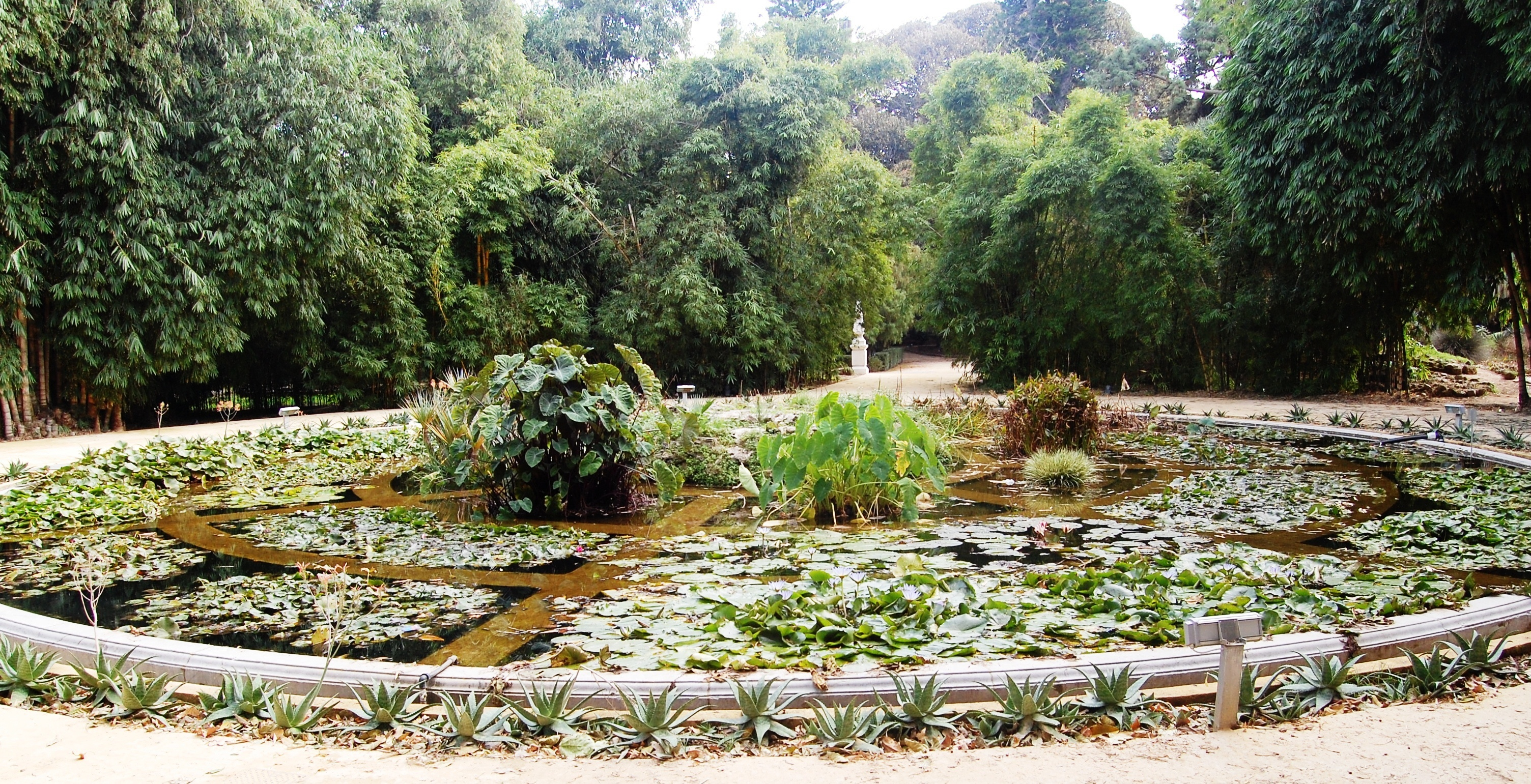
LAquarium

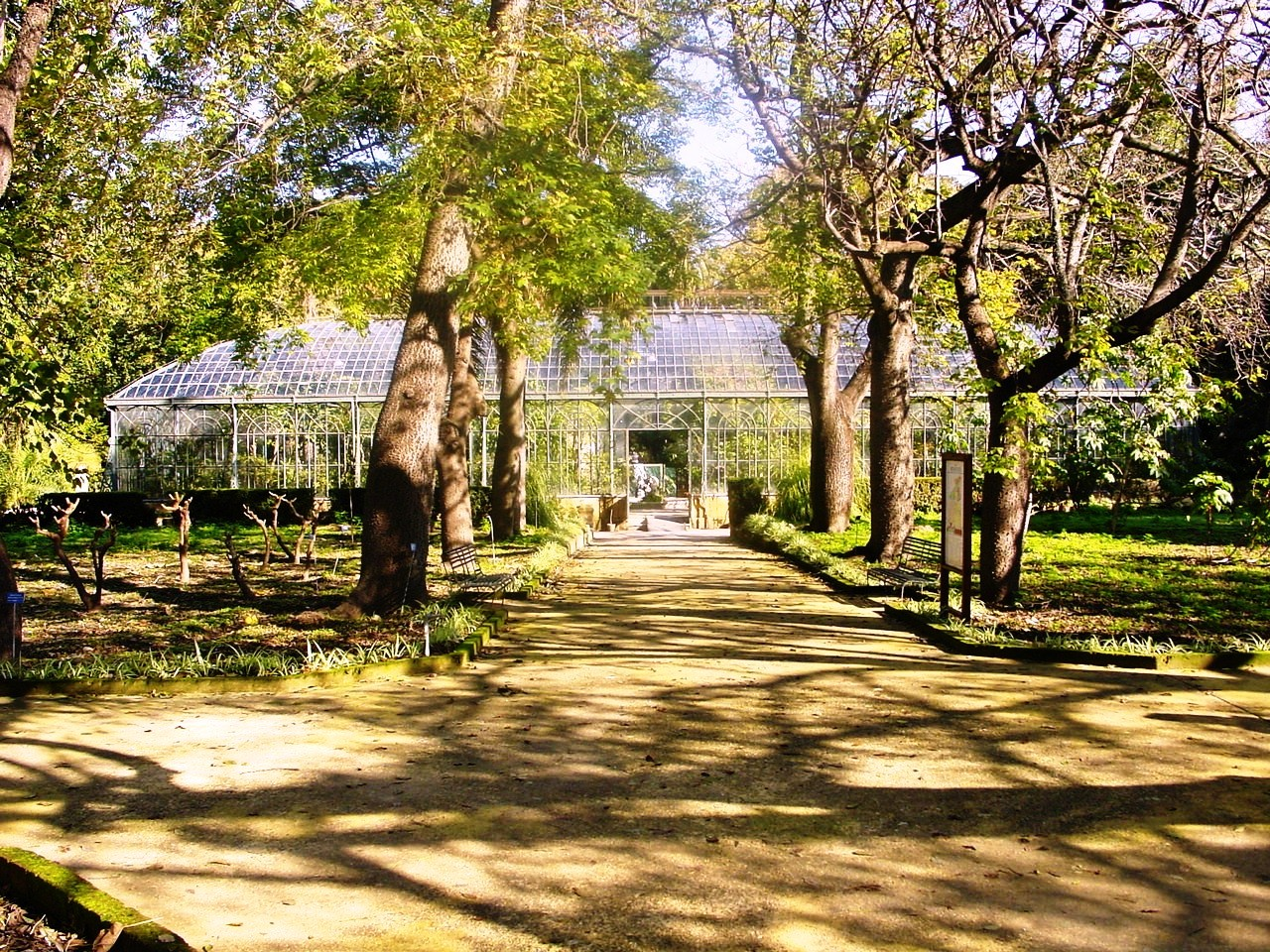
Una delle serre

Nell'Aquarium si trovano varie specie di ninfee, fra le quali Nymphaea alba, Nymphaea tuberosa, gli ibridi di Nymphaea × marliacea, dalle vistose fioriture multicolori, Nuphar lutea e il fior di loto Nelumbo nucifera. Inoltre, nella parte più interna non sommersa ma sempre umida si trovano Alocasia sp., Colocasia sp., Zantedeschia sp., mentre nel vicino specchio d'acqua, il cosiddetto "laghetto", prosperano il papiro egiziano (Cyperus papyrus) ed altre ciperacee quali lo Scirpus lacustris e il Cyperus alternifolius.
A poca distanza crescono poi varie specie di bambù e dietro, su una collinetta artificiale, spicca un notevole esemplare di Dracaena draco.
Non lontano si trovano poi la pianta più alta dell'Orto, una vetusta Araucaria columnaris, e quella più grande, un gigantesco esemplare di Ficus magnolioides (Ficus macrophylla subsp. columnaris) con grosse radici tabulari e fulcranti, importato dalle Isole Norfolk nel 1845.
Il giardino a succulente dell'area degli ordinamenti bioecologici ospita una ampia varietà di specie del genere Aloe e varie altre piante degli ambienti aridi quali Cereus, Crassula, Euphorbia e Opuntia. Accanto alla collezione delle succulente, un grande esemplare di Ficus rubiginosa dà vita ad un ambiente che richiama la giungla.

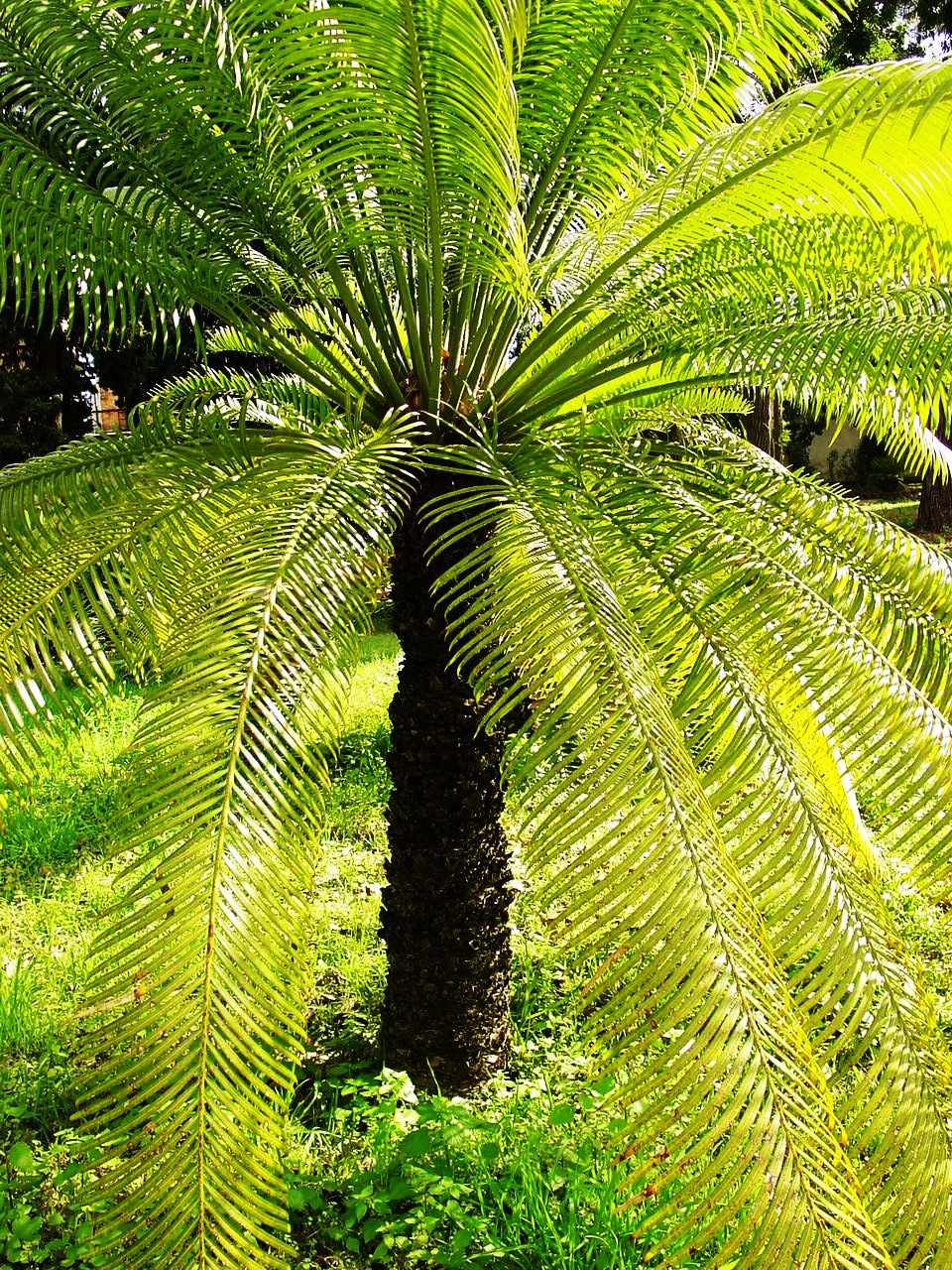
Cycas circinalis

Nell'area del Cycadetum hanno trovato dimora alcune specie di cicadi che si possono definire storiche. Tra esse la Cycas revoluta, donata dalla regina Maria Carolina nel 1793, è stato il primo esemplare di questa specie posto a dimora in Europa. In epoca successiva furono acquisite le zamiacee Ceratozamia mexicana e Dioon edule, entrambe di origine messicana, e la Cycas circinalis, elegante specie della penisola indiana. Nel 1997 la collezione si è ulteriormente arricchita grazie all'acquisizione di diversi esemplari di particolare pregio, tra i quali Dioon spinulosum, Encephalartos altensteinii, Encephalartos longifolius, Encephalartos villosus, Macrozamia moorei e Zamia furfuracea.
Nell'area del Palmetum si trovano oltre alla Chamaerops humilis, unica palma indigena alla Sicilia, numerose palme esotiche, di cui l'Orto è particolarmente ricco, potendo annoverare, tra esemplari in piena terra o in vaso, ben 34 generi e circa 80 specie. Il genere Washingtonia è rappresentato da W. filifera, che per la prima volta fiorì proprio a Palermo, e da W. robusta. Nel genere Phoenix, oltre alla palma da datteri (Phoenix dactylifera) figurano P. rupicola, P. reclinata, P. canariensis, P. roebelinii e P. theophrasti. Sono presenti numerosi altri generi: Chamaedorea, Brahea, Sabal, Livistona, Howea e Trachycarpus.
Il Giardino d'Inverno ospita numerose specie provenienti dalle regioni calde di Africa, America Centrale, Sud America, Asia e Australia. Tra esse meritano un cenno la pianta del caffè (Coffea arabica), la papaia (Carica papaya), numerose specie di Bougainvillea, la cannella (Cinnamomum zeylanicum), la parmentiera (Parmentiera cereifera) e la mimosa sensitiva (Mimosa spegazzinii). Nella serra della Regione, si coltivano in vaso la cosiddetta "palma del viaggiatore" (Ravenala madagascariensis) e varie specie di Anthurium, Codiaeum, Pandanus e altre piante proprie dei climi caldo-umidi tropicali ed equatoriali.

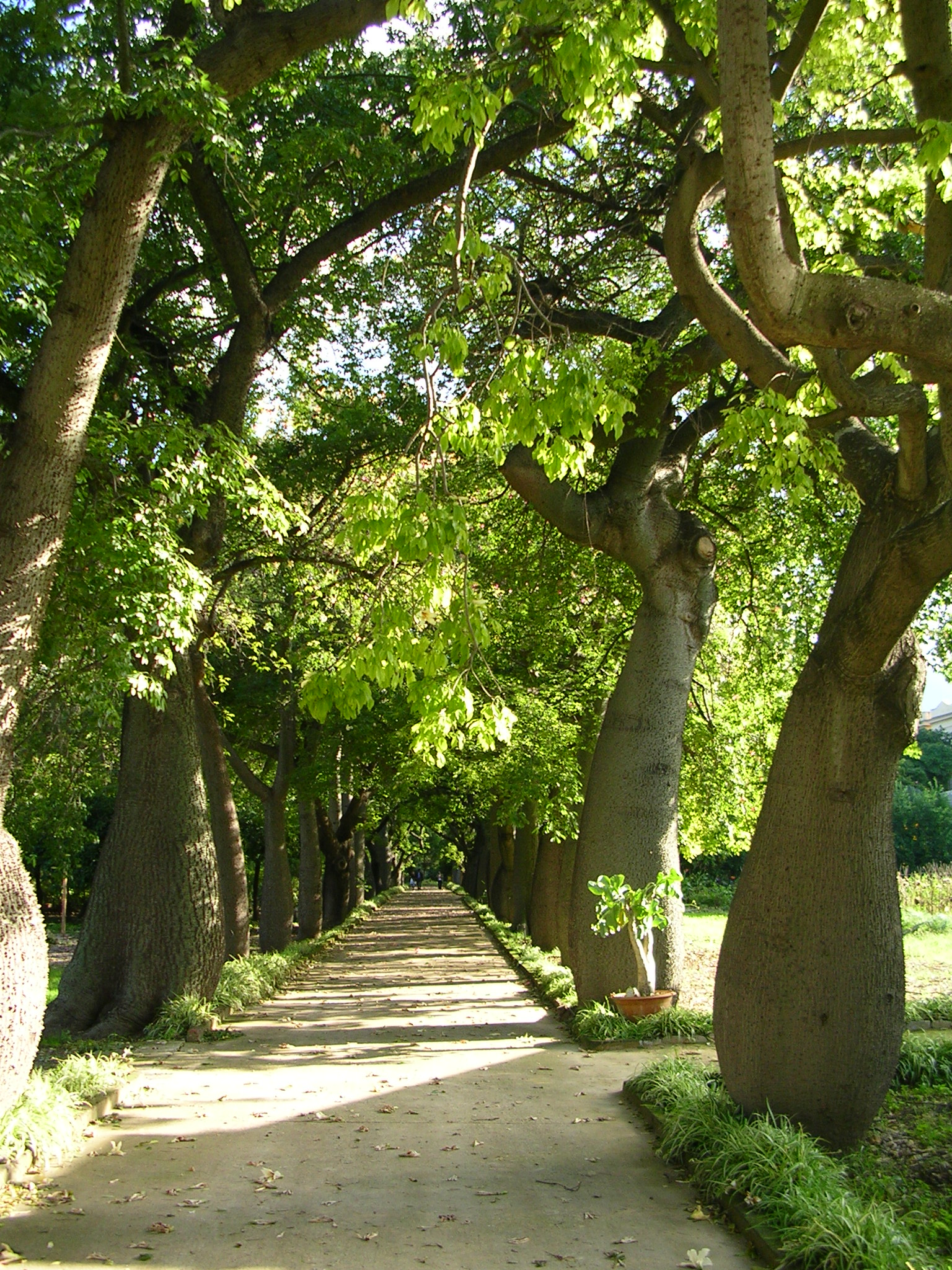
Ceiba speciosa sul Viale Antonino De Leo o Viale delle Corisie.

Accanto ad essa, due serre più piccole ospitano, rispettivamente, orchidee e piante carnivore.
Notevole anche la collezione di succulente della omonima serra, tra cui spiccano esemplari di Echinocactus grusonii di notevoli dimensioni.
A fianco del viale Antonino De Leo, meglio noto come viale delle Corisie per il duplice filare di alberi di Chorisia speciosa che ne delimita il tracciato, si trova il Settore Sperimentale e delle Piante Utili in cui figurano piante alimentari come la canna da zucchero (Saccharum officinarum) e il sorgo zuccherino (Sorghum saccharatum), entrambe utilizzate per l'estrazione dello zucchero; l'avocado, varie cultivar di banano (Musa × paradisiaca, Musa cavendishi), il noce pecan (Carya olivaeformis), oltre alla ricca collezione di agrumi con oltre cento cultivar di notevole valore storico e di grande importanza per la conservazione del germoplasma locale.
Meritano infine un cenno le piante medicinali tra cui figurano l'assenzio maggiore (Artemisia absinthium), lo stramonio comune (Datura stramonium), il ginseng indiano (Withania somnifera), la canfora (Cinnamomum camphora) ed il papavero da oppio (Papaver somniferum).

### Altre specie
A
- Acalypha hispida
- Aeonium leucoblepharum
- Agapanthus africanus
- Aloe arborescens
- Aloe ciliaris
- Aloe esculenta
- Aloe saponaria
- Aloe plicatilis
- Aloe thraskii
- Aloe x caesia
- Aloe x riccobonii
- Aloe x spinosissima
- Annona cherimola
- Antholyza aethiopica
- Antigonon leptopus
- Apteranthes europaea
- Araucaria columnaris
- Archontophoenix alexandrae
- Archontophoenix cunninghamiana
- Arenga engleri
- Artemisia absinthium
- Astrophytum capricorne
- Astrophytum myriostigma

B
- Bambusa macroculmis
- Begonia maxima
- Begonia x ricinifolia
- Bombax ceiba
- Bougainvillea aurantiaca
- Bougainvillea splendens
- Bougainvillea trolli
- Bougainvillea valverde
- Brahea armata
- Buddleia davidi
- Butia capitata

C
- Calendula maritima
- Calendula suffruticosa
- Calliandra portoricensis
- Calodendrum capensis
- Carica papaya
- Carica quercifolia
- Carya olivaeformis
- Ceratozamia mexicana
- Chamaerops humilis
- Cinnamomum camphora
- Cinnamomum zeylanicum
- Coffea arabica
- Caryota mitis
- Centaurea ucriae
- Ceratozamia mexicana
- Cereus repandus
- Chamaedorea ernesti-augusti
- Chamaedorea metallica
- Chamaedorea oblongata
- Chorisia speciosa
- Citrus maxima
- Citrus paradisi
- Citrus reticulata
- Citrus volkameriana
- Clivia nobilis
- Coreopsis tripteris
- Crescentia alata
- Crinum longiflorum
- Cycas circinalis
- Cycas ophiolitica
- Cycas revoluta
- Cycas taiwaniana
- Cyperus alternifolius
- Cyperus papyrus

D
- Datura stramonium
- Dermatophyllum secundiflorum
- Dionaea muscipula
- Dioon edule
- Dioon spinulosum
- Doryanthes palmeri
- Dracaena draco
- Drosera longifolia
- Drosera rotundifolia
- Dypsis decaryi

E
- Echidnopsis cereiformis
- Echinocactus grusonii
- Echinocactus ingens
- Echinocereus blanckii
- Encephalartos altensteinii
- Encephalartos arenarius
- Encephalartos horridus
- Encephalartos longifolius
- Encephalartos villosus
- Encephalartos woodii × natalensis
- Erythrina corallodendron
- Erythrina crista-galli
- Erythrina humeana
- Erythrina viarum
- Euphorbia avasmontana
- Euphorbia bivonae
- Euphorbia candelabrum
- Euphorbia caput-medusae
- Euphorbia dendroides
- Euphorbia lactea
- Euphorbia nivulia

F
- Fatsia papyrifera
- Ficus altissima
- Ficus aspera var. parcelli
- Ficus benghalensis
- Ficus benjamina
- Ficus bibracteata
- Ficus carica
- Ficus elastica
  - Ficus elastica var. decora
  - Ficus elastica var. variegata
- Ficus heterophylla
- Ficus hispida
- Ficus indica
- Ficus infectoria
- Ficus lyrata
- Ficus macrophylla
- Ficus magnifolia
- Ficus microcarpa
- Ficus palmata
- Ficus pumila
- Ficus religiosa
- Ficus sycomorus
- Ficus watkinsiana
- Furcraea selloa

G
- Ginkgo biloba
- Grevillea robusta
- Grewia malococca
- Gymnocalycium tilcarense

H
- Helichrysum hyblaeum
- Heteropteris chrysophylla
- Howea forsteriana

I
- Iochroma coccinea

J
- Jacobinia magnifica
- Jubaea chilensis

L
- Livistona decipiens
- Livistona mariae

M
- Macadamia ternifolia
- Macrozamia communis
- Macrozamia moorei
- Mamillaria centricirrha
- Mammillaria elongata
- Mammillaria perbella
- Melaleuca glaberrima
- Melaleuca linariifolia
- Mimosa spegazzinii
- Musa cavendishi
- Musa × paradisiaca

N
- Nelumbo nucifera
- Nepenthes distillatoria
- Nolina stricta
- Notocactus apricus
- Notocactus rutilans
- Nymphaea alba
- Nymphaea × marliacea
- Nymphaea tuberosa
- Nuphar lutea

O
- Opuntia engelmanni
- Osteomeles schwerinae

P
- Pachypodium bispinosum
- Pachypodium lamerei
- Parmentiera cereifera
- Papaver somniferum
- Paulownia tomentosa
- Pennisetum setaceum
- Peperomia caperata
- Persea americana
- Phoenix canariensis
- Phoenix dactylifera
- Phoenix reclinata
- Phoenix roebelinii
- Phoenix rupicola
- Phoenix theophrasti
- Pinus banksiana
- Poinciana gilliesii
- Pseudolobivia aurea

R
- Ravenala madagascariensis
- Ravenea rivularis
- Rhaphiolepis bibas
- Rhapis excelsa
- Rhopalostylis sapida
- Rhizophora mangle
- Russelia equisetiformis

S
- Sabal bermudana
- Sabal minor
- Saccharum officinarum
- Sagittaria lancifolia
- Sarracenia purpurea
- Scabiosa cretica
- Scirpus lacustris
- Serenoa repens
- Sorghum saccharatum
- Sparrmannia africana
- Stapelia leendertziae
- Stapelia variegata
- Strophanthus scandens
- Syagrus romanzoffiana

T
- Trithrinax campestris
- Tipuana speciosa

W
- Washingtonia filifera
- Washingtonia robusta
- Wigandia caracasana
- Withania somnifera

Y
- Yucca aloifolia
- Yucca elephantipes

Z
- Zamia floridana
- Zamia furfuracea
- Zephyranthes rosea

### Specie animali aliene
- L'Orto ospita da alcuni anni una colonia di una decina di esemplari di pappagalli della specie Psittacula krameri, sfuggiti dalle voliere della vicina Villa Giulia e perfettamente ambientatisi nel clima subtropicale dell'orto.[6]

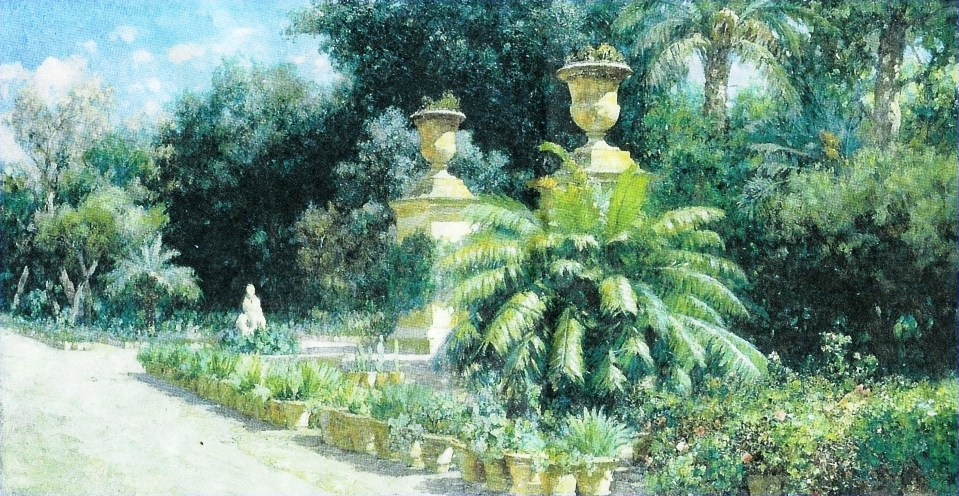
L'Orto botanico di Palermo in un dipinto di Francesco Lojacono (XIX secolo)

## L'Orto nella cultura
- Nell'aprile del 1787, durante il suo soggiorno a Palermo, Goethe visitò l'Orto botanico di Palermo e ne rimase affascinato, come racconta nel suo resoconto sul Viaggio in Italia. È qui che egli concepì l'idea della cosiddetta "Urpflanze"[7], cioè di una pianta originaria archetipica, presunta base di ogni divenire biologico.
- Intorno al 1870, Francesco Lojacono detto il Pittore del Sole, dipinse una veduta dell'Orto.
- Il romanzo I delitti di via Medina-Sidonia (1996) di Santo Piazzese è ambientato nell'Orto botanico di Palermo[8].
- Il film Ore diciotto in punto (2013) diretto da Giuseppe Gigliorosso e realizzato con la partecipazione della scrittrice Valentina Gebbia è ambientato in parte all'interno dell'Orto Botanico di Palermo.

## Galleria d'immagini

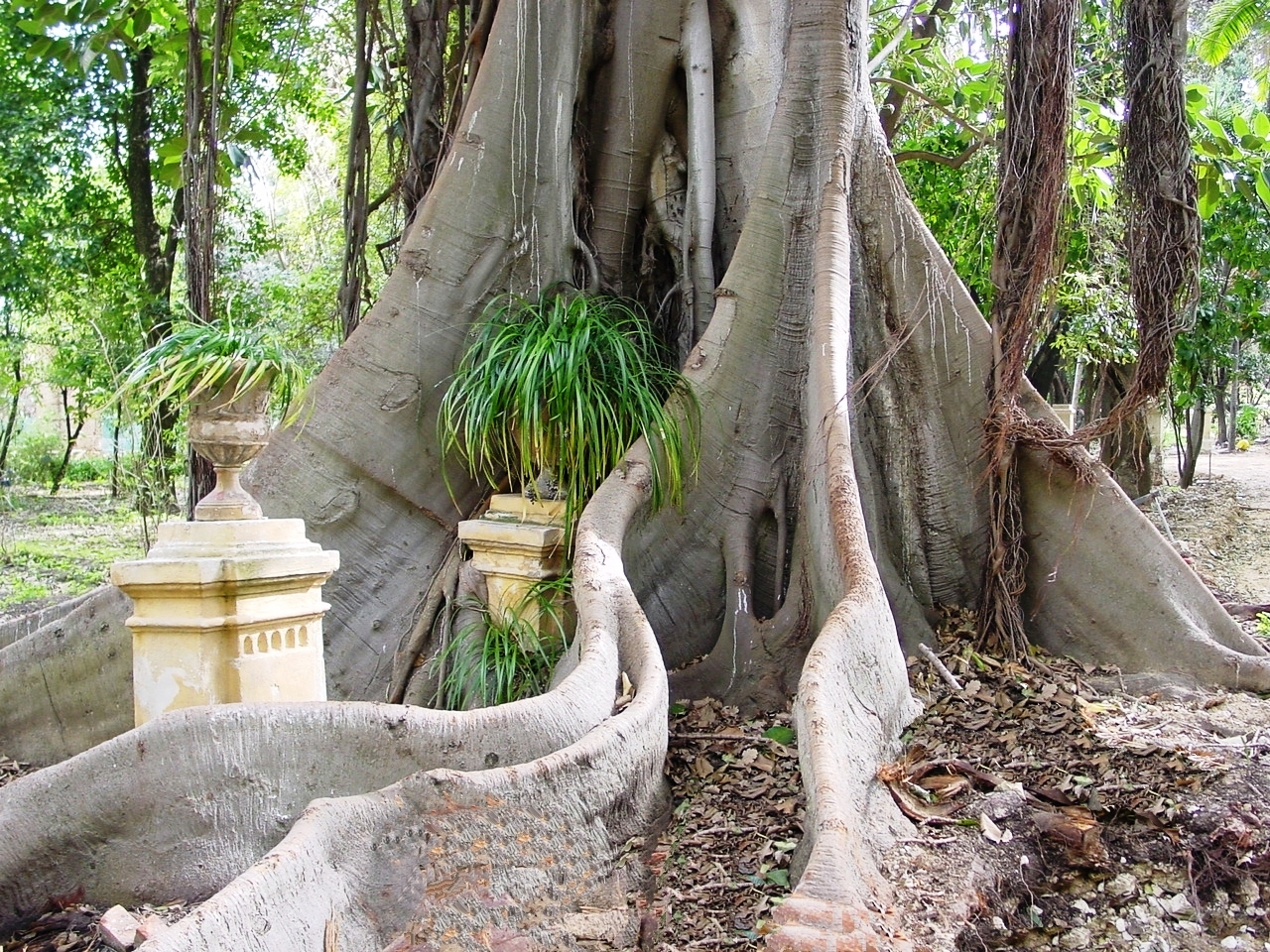
Radici laocoontiche del Ficus macrophylla
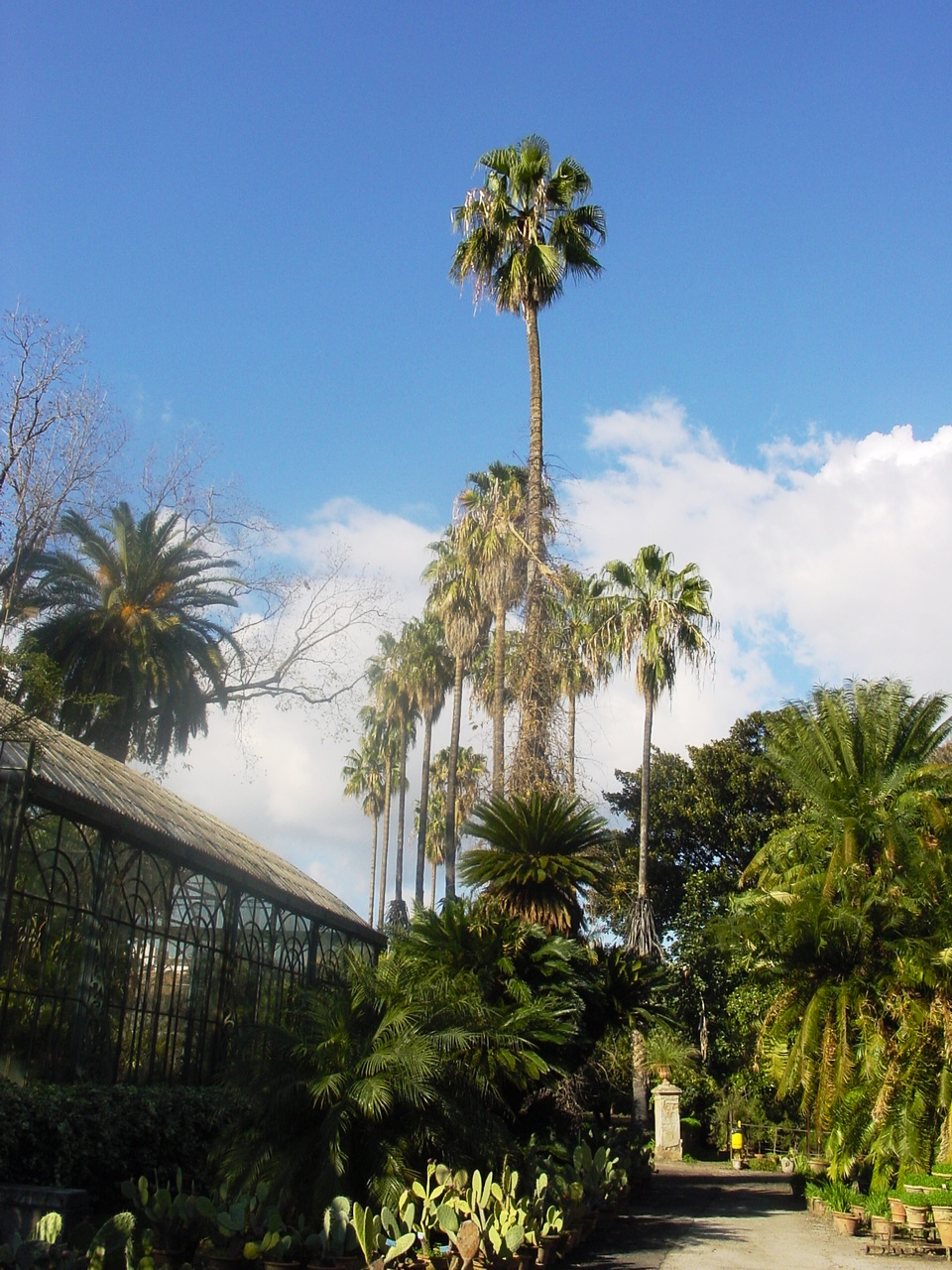
Washingtonia filifera nel Palmetum
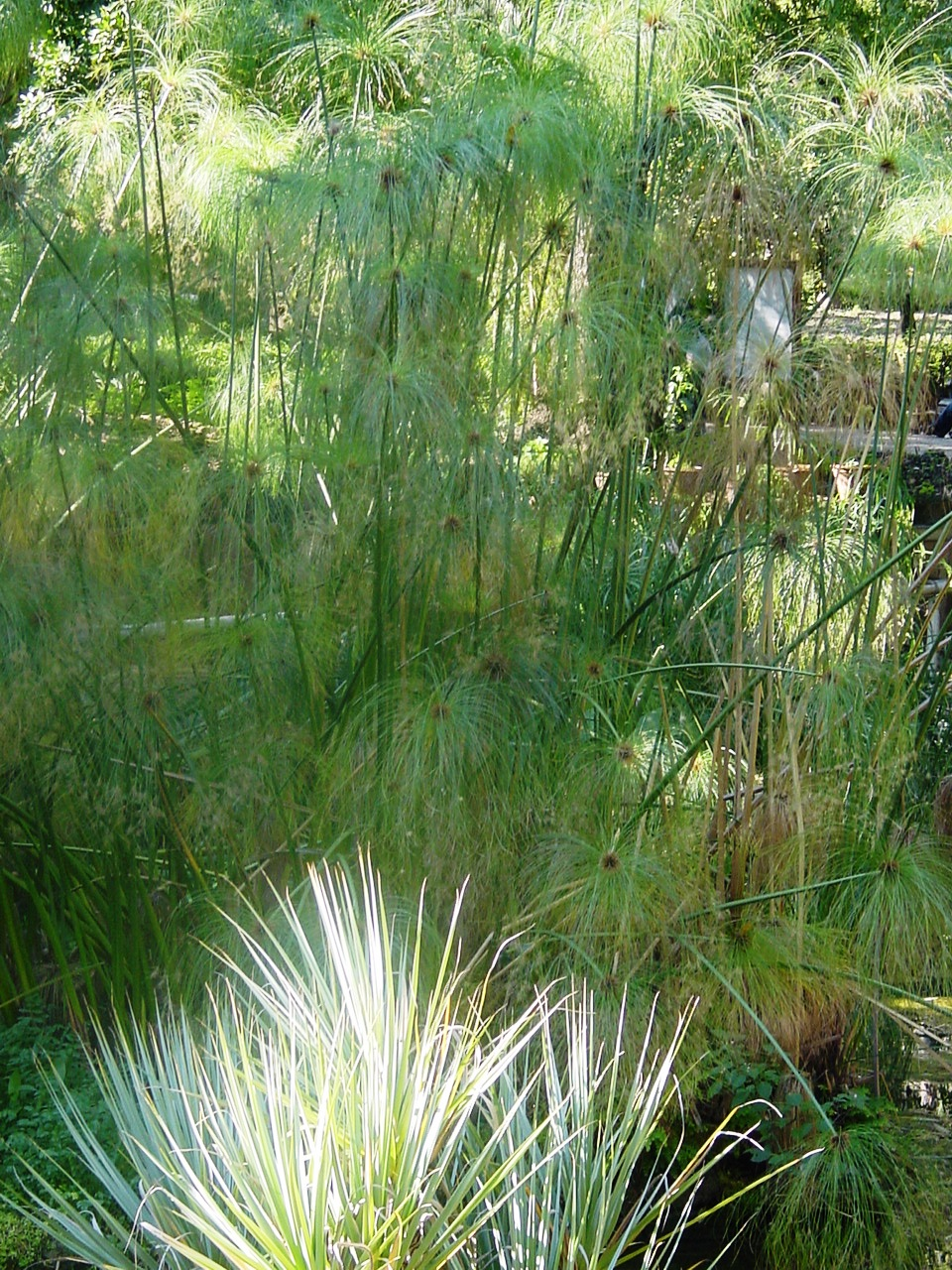
Cyperus papyrus nel Laghetto dei papiri
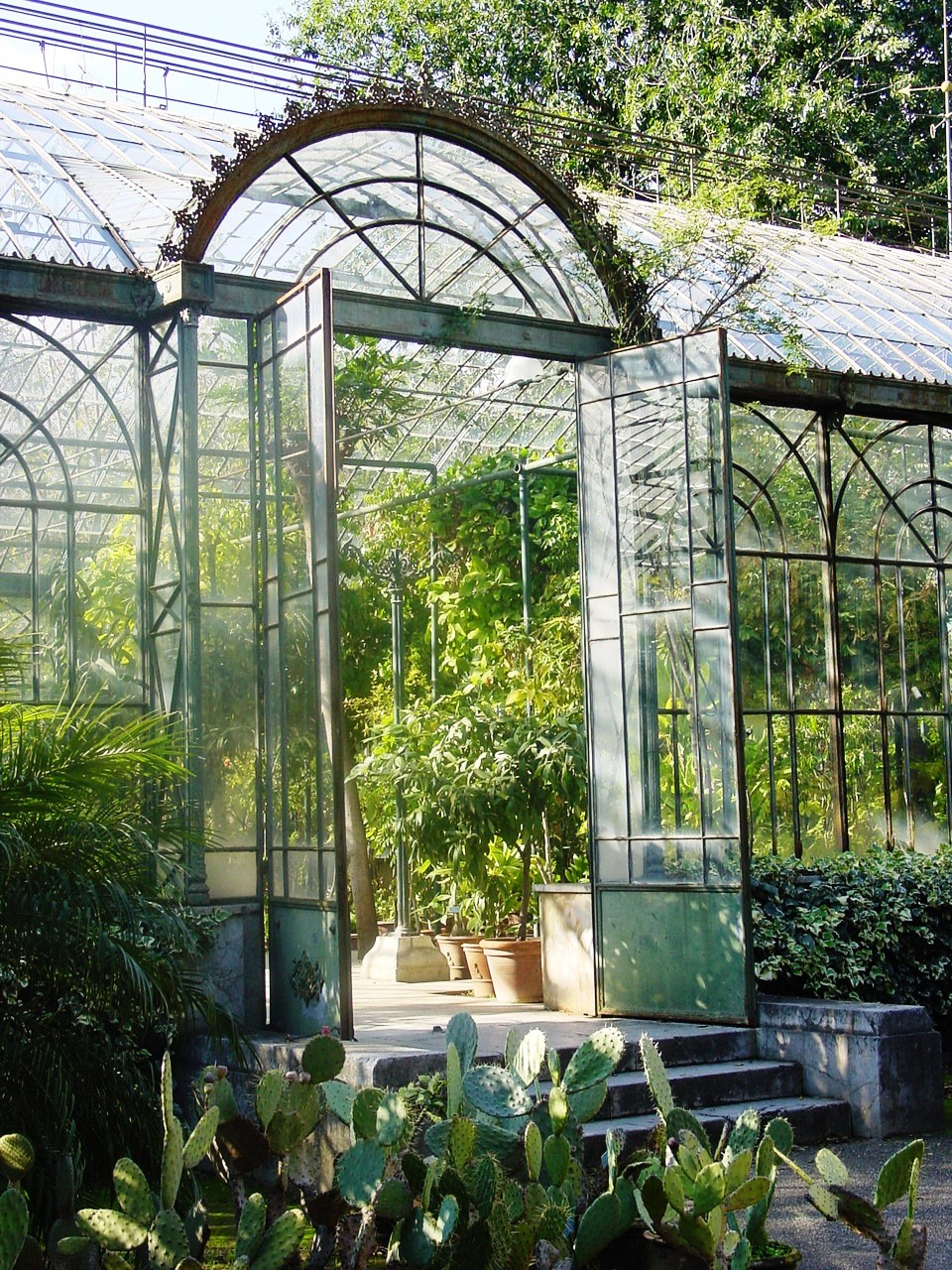
L'ingresso del Giardino d'inverno
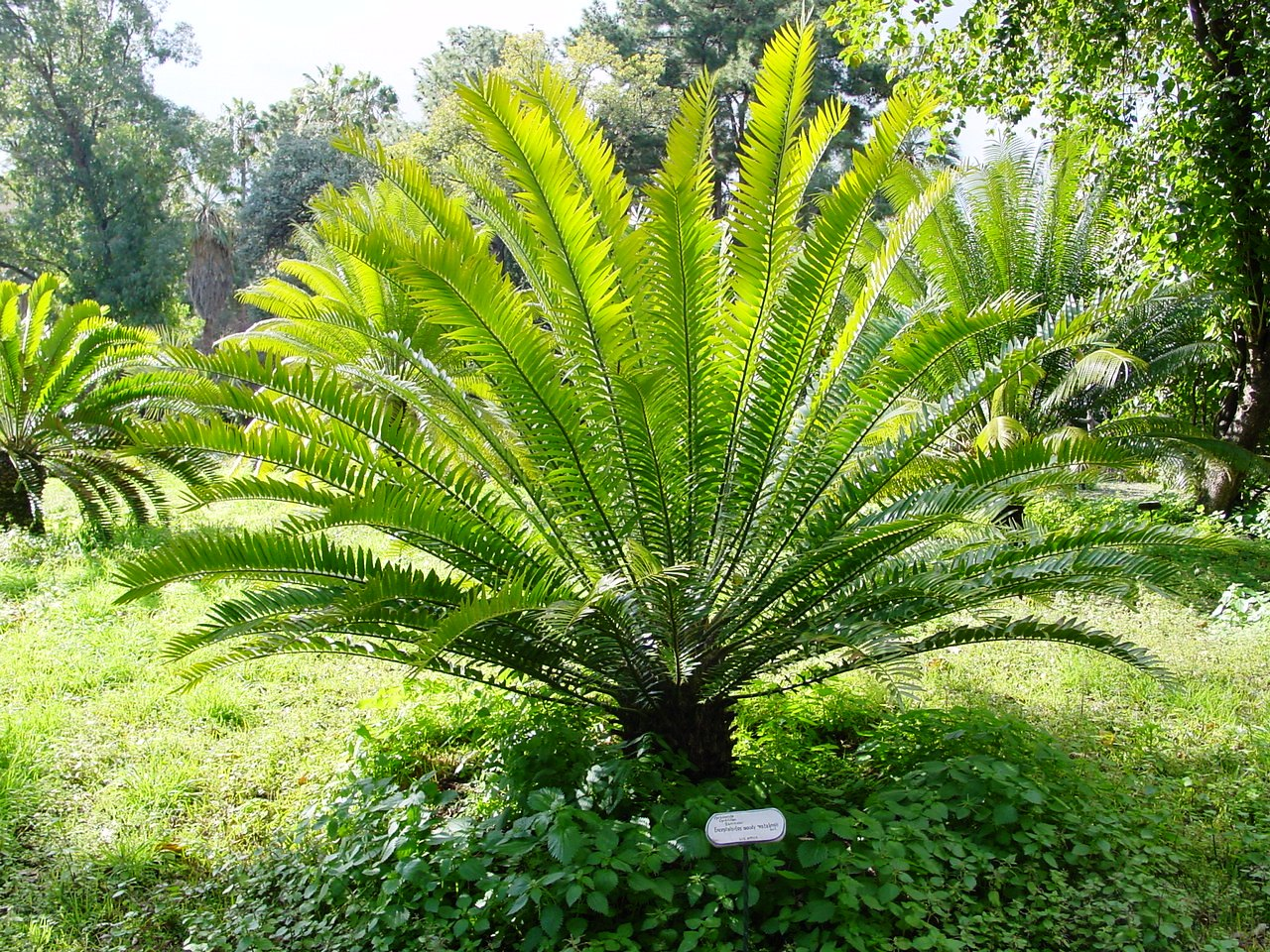
Encephalartos woodii
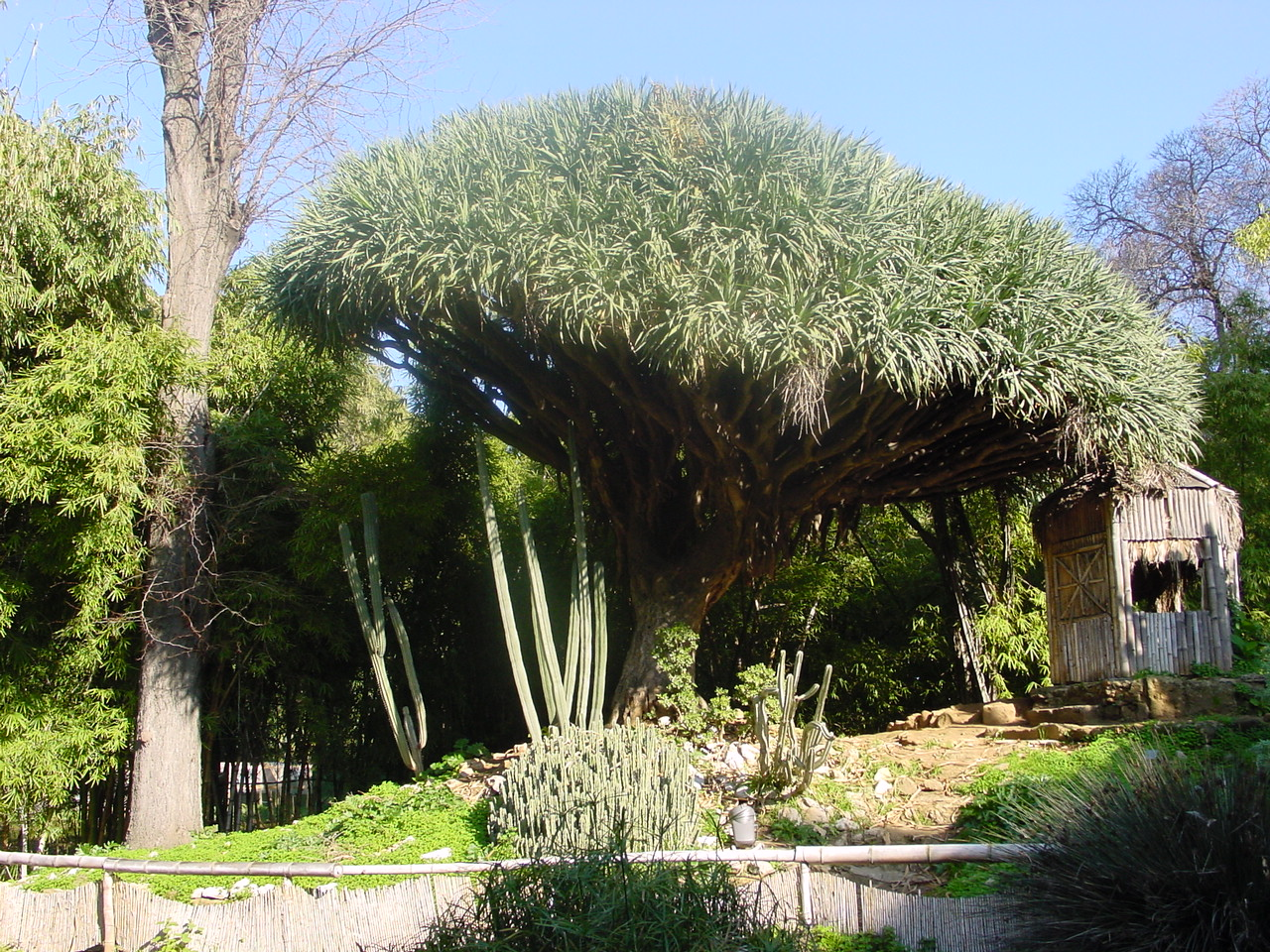
Dracaena draco
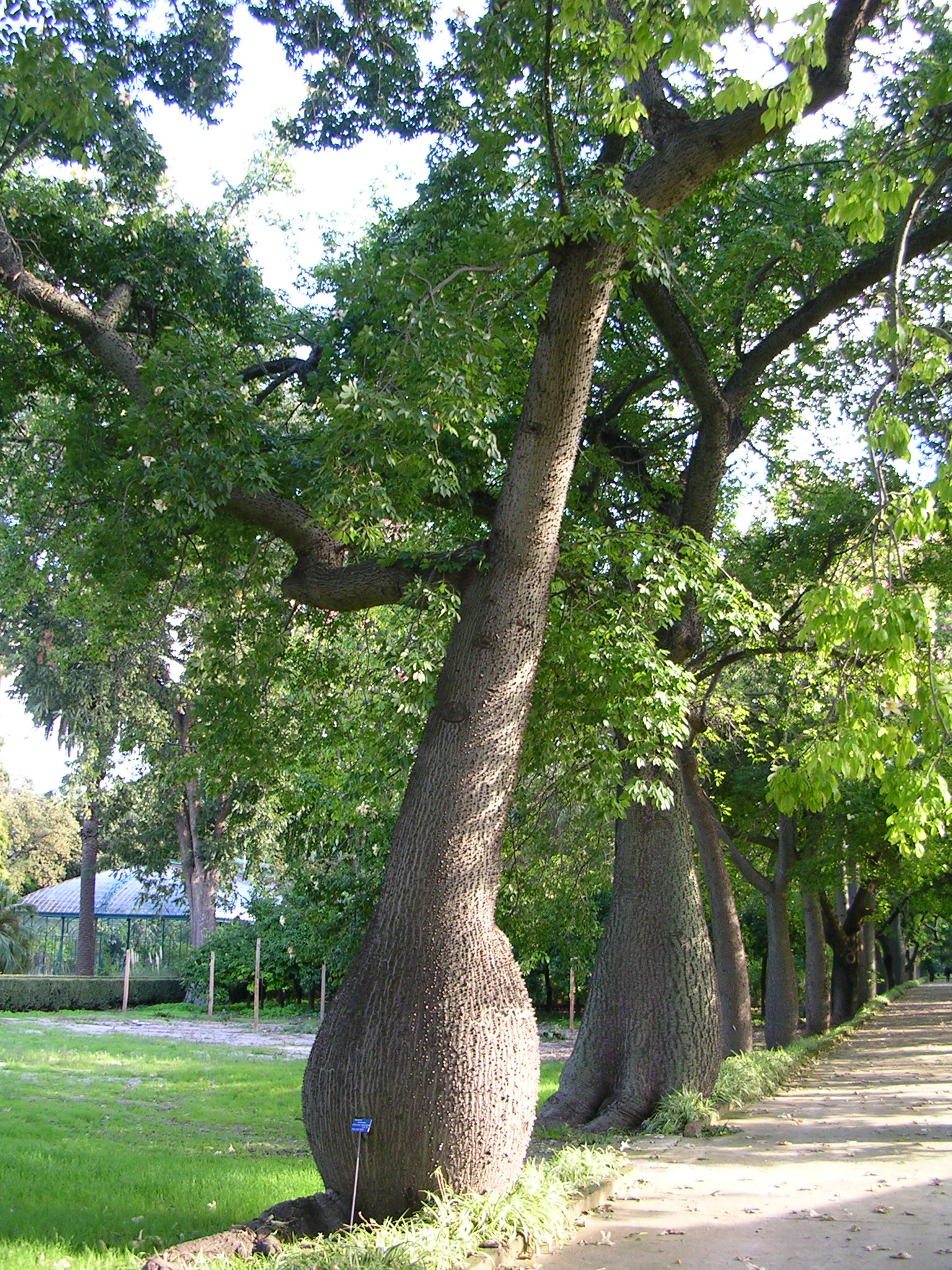
Chorisia speciosa sul Viale Antonino De Leo
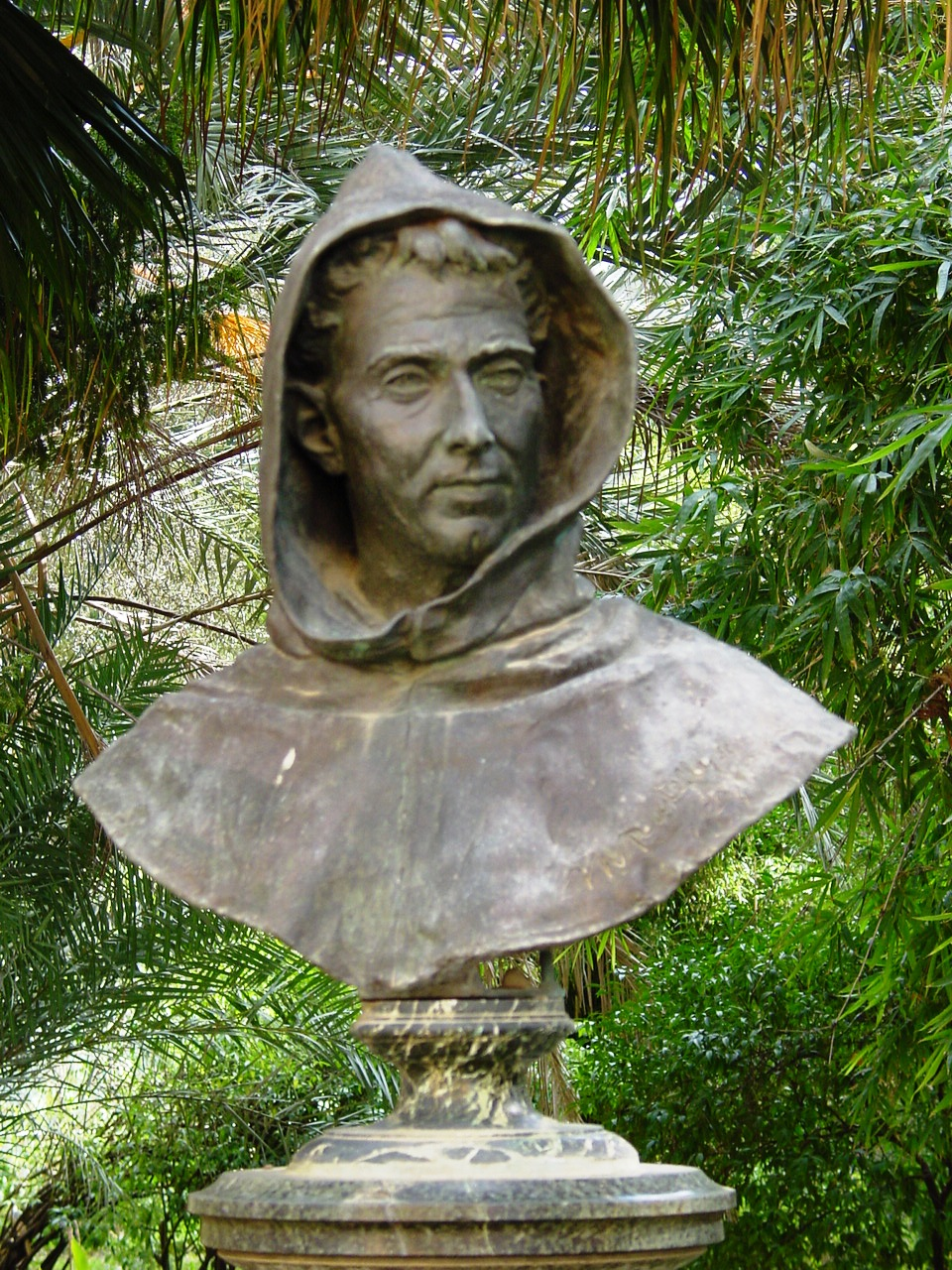
Busto di Bernardino da Ucria
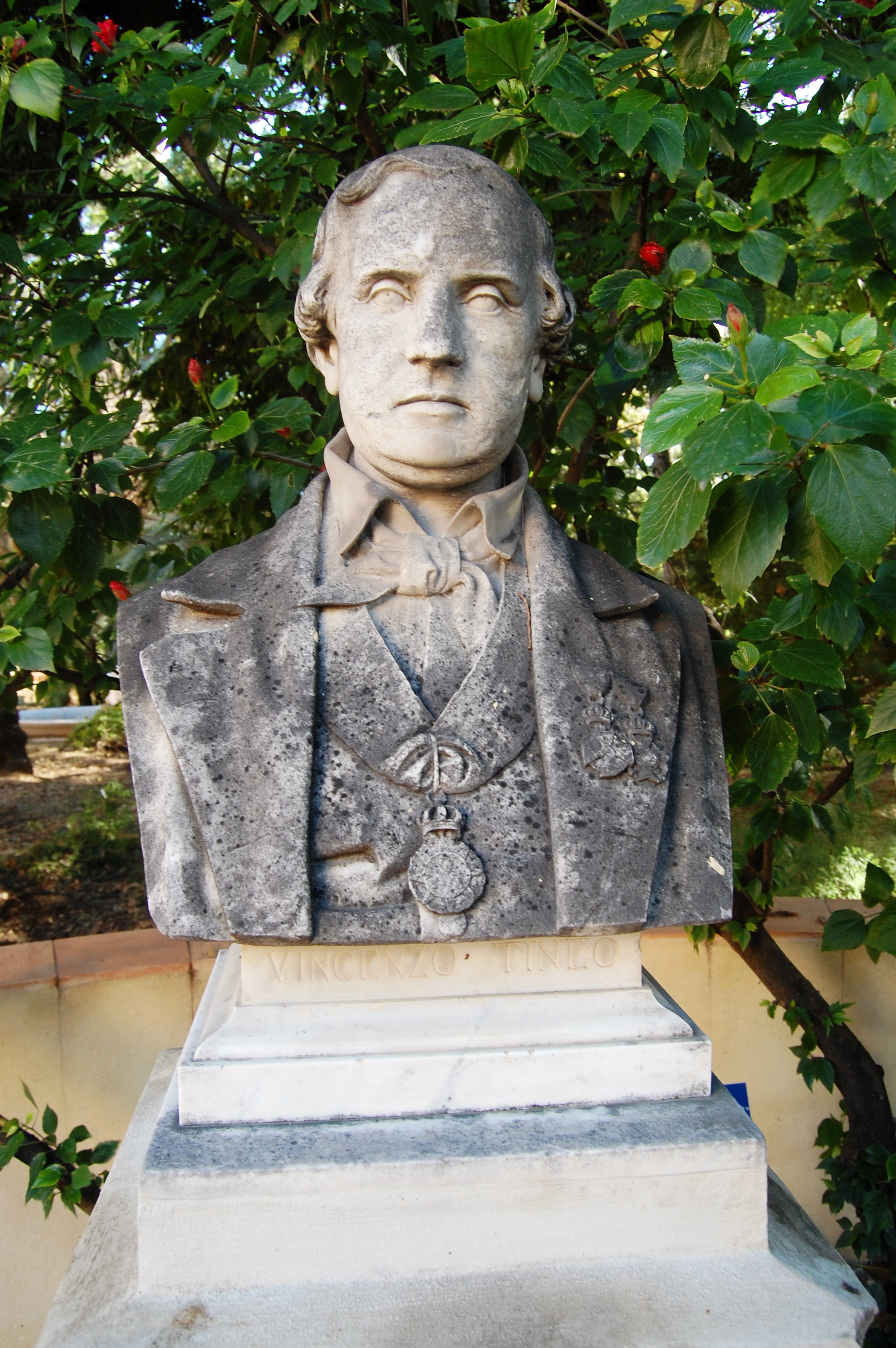
Busto di Vincenzo Tineo
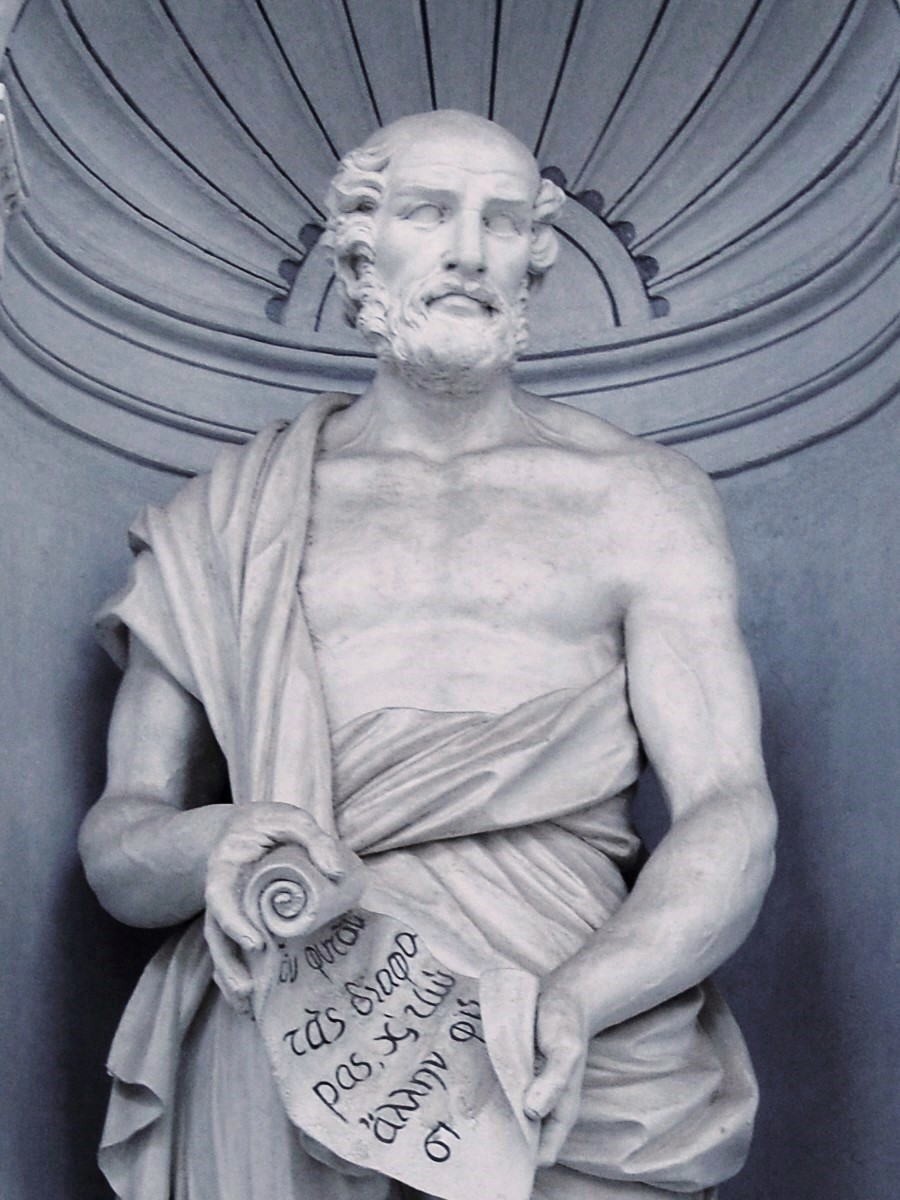
Busto della statua del filosofo e botanico greco Teofrasto